# Vasile Blaga
Vasile Blaga (Petrelény, 1956. július 26. –) román politikus, a szenátus elnöke (2011–2012), 2012-től a Demokrata Liberális Párt (PD-L) elnöke.

## Életpályája

### Politikai tevékenysége
Blaga 1990-ben került be a parlamentben, mint a Ion Iliescu vezette Nemzeti Megmentési Front (FSN) képviselője, ezt követően alapító tagja a Demokrata Pártnak (PD). 1990 és 1992 között a képviselőház védelmi és közbiztonsági bizottságának tagja. Két alkalommal állt a belügyminisztérium élén (előbb a Tăriceanu-, majd a Boc-kabinetben), egyszer pedig fejlesztési miniszter. 2011 novembere és 2012 júliusa között a szenátus elnöke.
A román szenátus július 3-án váltotta le tisztségéből, miután a kormányzó Szociálliberális Szövetség (USL) rendkívüli ülésszakot hívott össze e célból. Leváltását azzal magyarázták, hogy megsértette a pártatlanság elvét, azonban ez az új baloldali kormány következő lépése volt a Traian Băsescu államfő elmozdítására tett kísérletben.
2011 áprilisában megpályázta a PD-L elnökségét, de akkor alulmaradt az akkori pártelnök-miniszterelnök Emil Bockal szemben. A 2012-es önkormányzati választásokon a PD-L gyenge teljesítménye miatt Boc és a párt teljes vezérkara június 14-én benyújtotta lemondását, és ekkor Blaga egyedüli jelöltként pályázta meg az elnöki tisztet. Június 30-án a párt rendkívüli kongresszusán elnökké választották.